# Lijst van voetbalinterlands Denemarken - Slowakije
Deze lijst van voetbalinterlands is een overzicht van alle officiële voetbalwedstrijden tussen de nationale teams van Denemarken en Slowakije. De landen speelden tot op heden drie keer tegen elkaar. De eerste ontmoeting, een vriendschappelijke wedstrijd, werd gespeeld in Trnava op 29 maart 2011. Het laatste duel, eveneens een vriendschappelijke wedstrijd, vond plaats op 5 september 2018 in Trnava.

## Wedstrijden
| № | Plaats | Datum            | Competitie        | Wedstrijd              | Uitslag |
| - | ------ | ---------------- | ----------------- | ---------------------- | ------- |
| 1 | Trnava | 29 maart 2011    | Vriendschappelijk | Slowakije – Denemarken | 1 – 2   |
| 2 | Odense | 15 augustus 2012 | Vriendschappelijk | Denemarken – Slowakije | 1 – 3   |
| 3 | Trnava | 5 september 2018 | Vriendschappelijk | Slowakije – Denemarken | 3 – 0   |

## Samenvatting
| Competitie        | Totaal gespeeld | Winst Denemarken | Gelijk | Winst Slowakije | Doelsaldo Denemarken – Slowakije |
| ----------------- | --------------- | ---------------- | ------ | --------------- | -------------------------------- |
| Vriendschappelijk | 3               | 1                | 0      | 2               | 3 − 7                            |
| Totaal            | 3               | 1                | 0      | 2               | 3 − 7                            |

Wedstrijden bepaald door strafschoppen worden, in lijn met de FIFA, als een gelijkspel gerekend.

## Details

### Eerste ontmoeting
| Vriendschappelijk (Trnava, Slowakije, 29 maart 2011): |              | |
| Slowakije | 1 – 2        | Denemarken |
| Filip Hološko 32' | goals        | 3' (e.d.) Kornel Saláta 72' Michael Krohn-Dehli |
| Vladimír Weiss | bondscoach   | Morten Olsen |
| Marián Kello Marek Čech Martin Škrtel Peter Pekarík Kornel Saláta 46' Marek Hamšík Kamil Kopúnek 77' Filip Lukšík 46' Erik Jendrišek 60' Filip Hološko 80' Juraj Piroska | opstellingen | Stephan Andersen Bo Svensson Mathias Jørgensen Simon Poulsen 60' Lars Jacobsen 61' Lasse Schøne William Kvist 46' Jakob Poulsen 84' Michael Krohn-Dehli 31' Dennis Rommedahl 76' Nicklas Bendtner |
| Ján Ďurica 46' Filip Šebo 46' Róbert Vittek 60' Marek Kaščák 77' Tomáš Kóňa 80'                                                                                          | wissels      | 31' Thomas Enevoldsen 46' Kasper Lorentzen 60' Johnny Thomsen 61' Christian Eriksen 76' Mads Junker 84' Morten Skoubo                                                                             |
| - Debuut van Marek Kaščák (Spartak Trnava) voor Slowakije. - Denemarken speelt met zes spelers die uitkomen in de Nederlandse Eredivisie.                                |              | |

### Tweede ontmoeting
| Vriendschappelijk (Odense, Denemarken, 15 augustus 2012): |       |                                                        |
| Denemarken                                                | 1 – 3 | Slowakije                                              |
| Tobias Mikkelsen 22'                                      | goals | 63' Martin Jakubko 72' Marek Hamšík 83' Ľubomír Guldan |